# Noyant

Noyant este o comună în departamentul Maine-et-Loire, Franța. În 2009 avea o populație de 1,900 de locuitori.